# 志屋村
志屋村（しやむら）は、広島県高田郡にあった村。現在の広島市安佐北区の一部にあたる。

## 地理
- 河川：栄堂川[1]

## 歴史
- 1889年（明治22年）4月1日、町村制の施行により、高田郡志路村、古屋村が合併して村制施行し、志屋村が発足[1][2]。
- 1956年（昭和31年）9月30日、高田郡井原村、高南村、三田村と合併し、町制施行し白木町を新設して廃止された[1][2]。

### 地名の由来
合併村名の一文字を組み合わせたもの。

## 産業
- 農業、養蚕[1]

### 鉱山
- 長蛇ケ原鉱山[1]
- 長谷鉱山[1]